# تشویه (متالورژی)

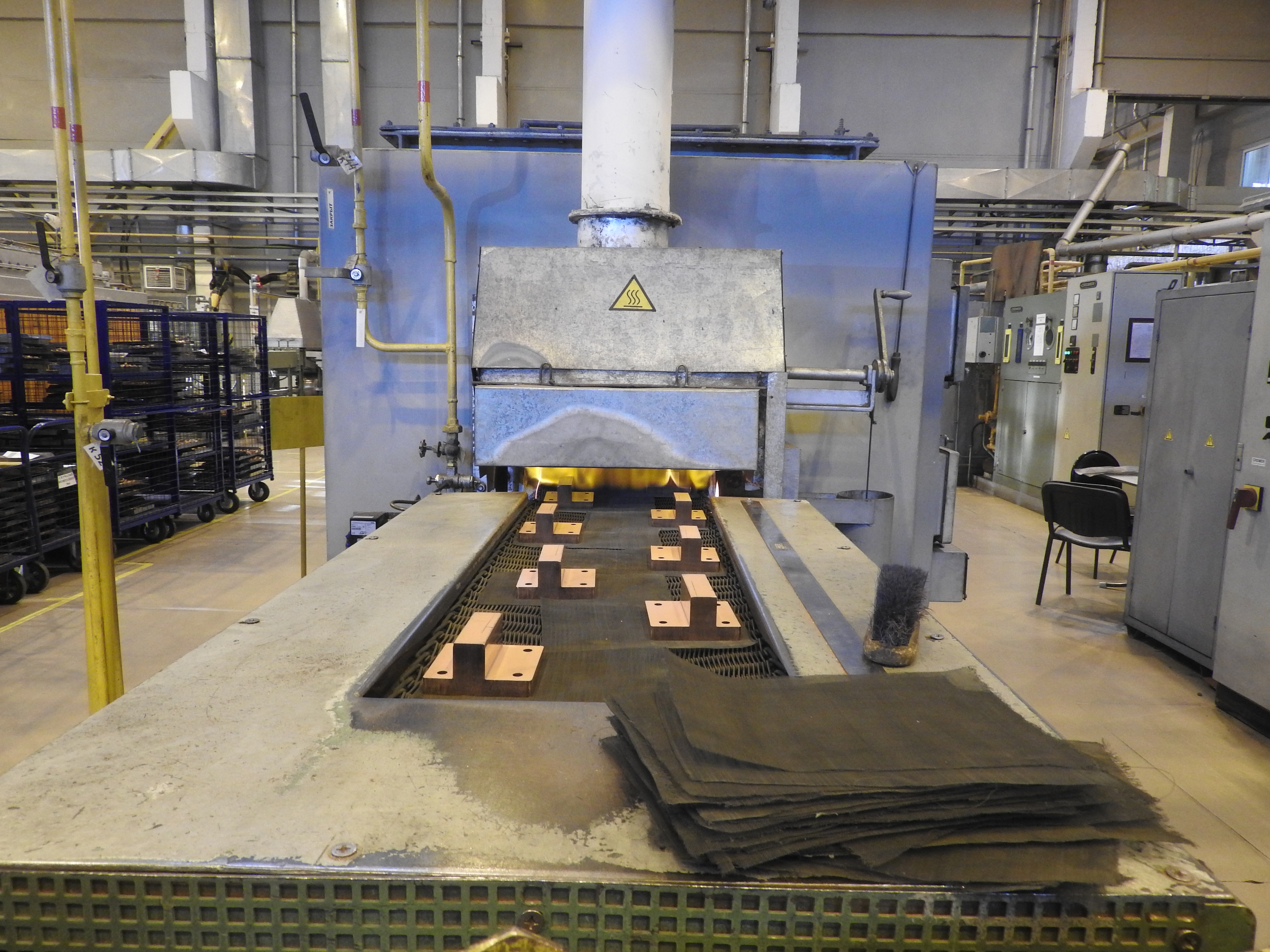
فرایند متالورژی در کارخانه

تشویه (به انگلیسی: Roasting) به فرایند حرارت دادن فلز حاوی سولفید در مجاورت اکسیژن هوا گفته می‌شود. در پی این فرایند سولفیدهای موجود در فلز دچار اکسایش جزئی شده و تشکیل SO2 (دی‌اکسید گوگرد) می‌دهد. واکنش تشویه در دما ۵۰۰ تا ۷۰۰ درجه سانتی گراد و در کوره‌های اجاقی با بستر سیال انجام می‌شود.